# Blue for You
Blue for You – dziewiąty album angielskiego zespołu Status Quo.

## Lista utworów
| 1. | „Is There a Better Way” (Lancaster/Rossi) | 3:31  |
|    |                                           |       |
| 2. | „Mad About the Boy” (Rossi/Young)         | 3:31  |
|    |                                           |       |
| 3. | „Ring of a Change” (Rossi/Young)          | 4:15  |
|    |                                           |       |
| 4. | „Blue for You” (Lancaster)                | 4:08  |
|    |                                           |       |
| 5. | „Rain” (Parfitt)                          | 4:24  |
|    |                                           |       |
| 6. | „Rolling Home” (Lancaster/Rossi)          | 3:01  |
|    |                                           |       |
| 7. | „That's a Fact” (Rossi/Young)             | 4:20  |
|    |                                           |       |
| 8. | „Ease Your Mind” (Lancaster)              | 3:12  |
|    |                                           |       |
| 9. | „Mystery Song” (Parfitt/Young)            | 6:44  |
|    |                                           |       |
|    |                                           | 37:06 |
|    |                                           |       |

## Twórcy
- Francis Rossi – śpiew, gitara prowadząca
- Rick Parfitt – śpiew, gitara rytmiczna
- Alan Lancaster – gitara basowa, śpiew
- Andy Bown – keyboard
- John Coghlan – perkusja